# Théorie du skopos

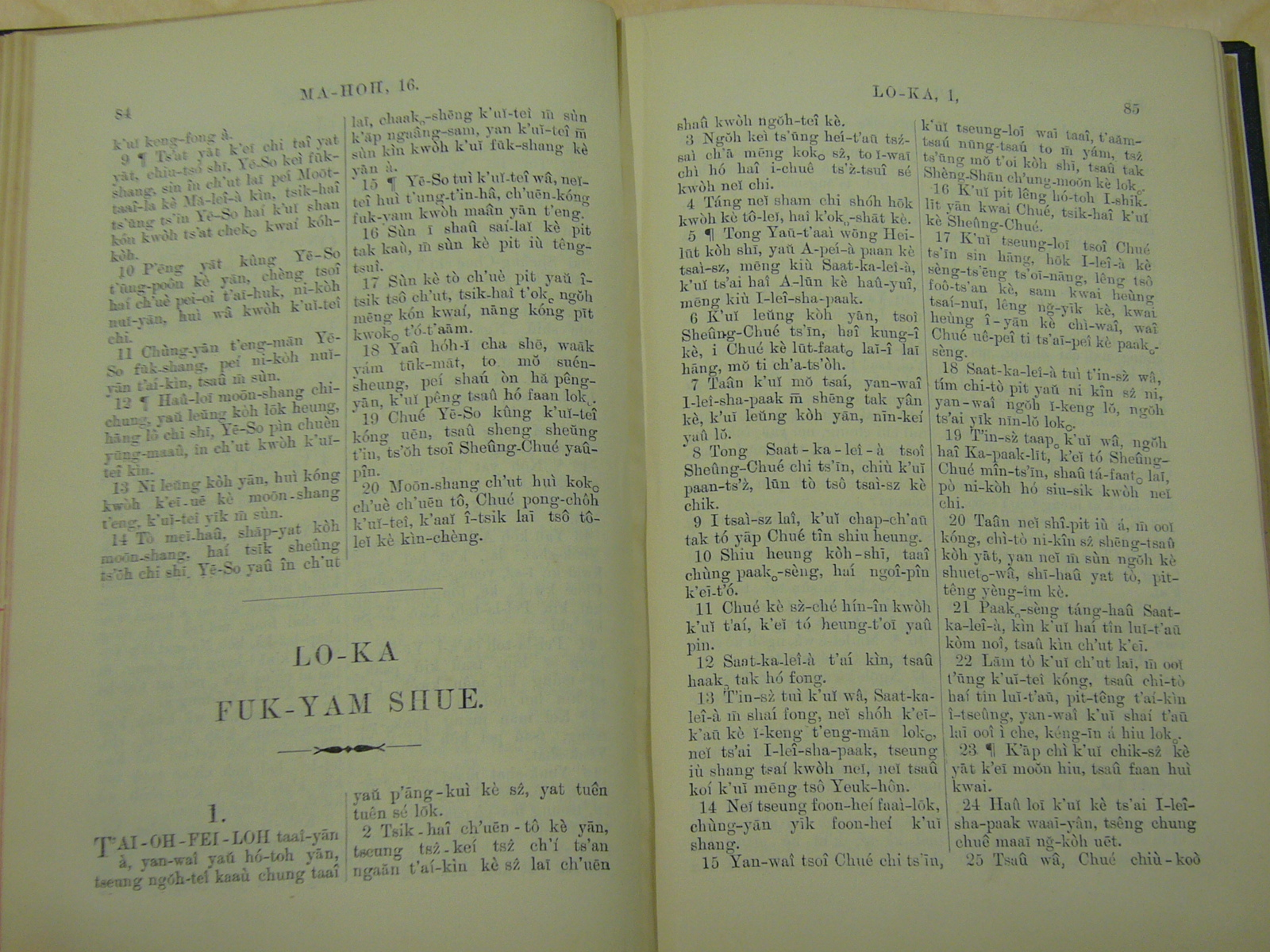
Le Nouveau Testament cantonais, traduit en 1906 par des missionnaires américains de l'American Bible Society.

Le skopos (allemand : Skopostheorie du grec moderne : σκοπός, finalité) est l'une des théories de la traduction. La théorie du skopos présente la traduction sous l'angle de son utilité. C'est donc une théorie qui peut s'appliquer à n'importe quel type de traduction.
Développée par les linguistes allemands Hans Vermeer et Katharina Reiß qui mettent en avant l'idée que la traduction et l'interprétation doivent en principe penser à la fonction, l'utilité du texte cible.

## But et public cible
La théorie du skopos émet comme prémisse que tout texte a un but et un public cible qui lui est propre, et qu'une traduction possède les mêmes éléments. La traduction se fait toujours dans le but de générer un texte cible, dans un contexte particulier, une culture particulière et pour un public particulier. La visée du texte d'origine est moins importante que celle du texte cible, ce qui s'oppose aux théories qui valorisent l'équivalence. Le document d'origine contient donc un ensemble d'information que le traducteur transforme en un ensemble d'information en langue d'arrivée.
Paul Kussmaul explique que « l'approche fonctionnaliste se rapproche beaucoup de la théorie du skopos. La fonction d'une traduction dépend des connaissances, des attentes, des valeurs et des coutumes du public cible, tous des facteurs qui sont influencés par les circonstances du lecteur et par sa culture. Tout en dépendant de ces facteurs, le traducteur devrait pouvoir adapter la fonction d'un passage ou du texte source en entier ou si elle peut rester intacte. »
La théorie du skopos explique que le texte en langue d'arrivée doit notamment :
1. être un ensemble cohérent ;
2. être cohérent avec le texte en langue de départ ;
3. être jugé par son skopos.